# Nicolas Dumont
José Nicolas Dumont (Bruxelles, 6 giugno 1940) è un pallanuotista belga, che ha disputato le Olimpiadi di Roma 1960 e di Tokyo 1964, gareggiando nel torneo di pallanuoto.